# Joey King
Joey Lynn King (Los Ángeles, California; 30 de julio de 1999) es una actriz, comediante y modelo estadounidense conocida por su papel de Ramona Quimby en  Ramona and Beezus, por su papel de Rochelle Elle Evans en las películas de Netflix The Kissing Booth y por su papel de Gypsy-Rose Blanchard en la serie de Hulu, The Act (2019).

## Primeros años
Nació y se crio en Los Ángeles, California, de sus padres Terry y Jamie King. King comenzó a actuar profesionalmente a la edad de 4 años, comenzando con un comercial de Life Cereal. También ha aparecido en comerciales para AT&T, Kay Jewelers y Eggo. King asistió a la escuela Phoenix Ranch en Simi Valley. Cuando era niña, King cantaba a capela para un espectáculo de talentos en el Centro de Artes Culturales de Simi Valley. También actuó con el teatro infantil Stage Door en Agoura. Tiene dos hermanas mayores, Kelli y Cazador King, quienes también son actrices. Ella ha declarado que ella es «parte judía y parte cristiana, pero soy mayoritariamente judía».

## Carrera
Hizo su debut cinematográfico en Reign Over Me como la hija del personaje principal, Gina Fineman (no aparece en los créditos). Luego prestó su voz a la bola de piel amarilla Katie en la película animada Dr. Seuss' Horton Hears a Who! (2008) y Ice Age: Dawn of the Dinosaurs (2009). También apareció en Quarantine (2008). En 2010, fue estrella invitada en la serie Ghost Whisperer (2005). También apareció en The Suite Life of Zack & Cody como Emily Mason en dos episodios. Otras apariciones en televisión incluyen Entourage, CSI: Crime Scene Investigation, Medium y Life in Pieces.
Su primer papel protagónico fue el de Ramona Quimby en la película de 2010 Ramona and Beezus, una adaptación de la serie de libros de Beverly Cleary, junto a Selena Gómez como Beezus. También lanzó un single para la película llamado «Ramona Blue». Su papel en la película le valió un Young Artist Award. King apareció en Battle: Los Angeles, donde interpretó a una niña llamada Kirsten. También en 2011, coprotagonizó Crazy, Stupid, Love. Además, apareció en el video musical «Mean» de Taylor Swift como una joven estudiante en la cafetería de la escuela rechazada por sus compañeros.
Tuvo un papel en la tercera película de Batman de Christopher Nolan, The Dark Knight Rises (2012), como una joven Talia al Ghul. También filmó la serie de comedia de corta duración Bent, tuvo apariciones especiales en New Girl y participó en el episodio final de R.L. Stine's The Haunting Hour, «Goodwill Towards Men». En 2013, King apareció en Oz the Great and Powerful junto a James Franco y Mila Kunis, White House Down como Emily Cale hija del personaje de Channing Tatum, Family Weekend, White House Down y The Conjuring como Christine Perron, una de las cinco hijas del matrimonio Perron. En 2014, apareció en Wish I Was Here, así como en Fargo como Greta Grimly, hija del oficial de policía Gus Grimly. En 2015 ha sido como una de las protagonistas en Independence Day: Resurgence, que se estrenó en julio de 2016. Ese mismo año también apareció en la película dramática Smartass, siendo la protagonista principal como Freddie. En 2016, King participó en la película dramática sobre la mayoría de edad The Possibility of Fireflies. Interpretó al personaje principal Clare en la película de suspenso y terror Wish Upon de 2017.También tuvo un papel en Slender Man, que se estrenó en 2018.
En 2018, interpretó a Elle Evans en la comedia romántica para adolescentes de Netflix The Kissing Booth. Ella repitió el papel en la secuela The Kissing Booth 2, lanzada en 2020, y también lo hizo nuevamente en The Kissing Booth 3, cuyo lanzamiento estuvo  programado para 2021. También participó en el videoclip de la canción «Sue Me» de la actriz y cantante Sabrina Carpenter. En 2019, protagonizó la serie de televisión de antología de crímenes reales The Act en Hulu. King fue elegida como Gypsy Rose Blanchard, un papel que requirió que King se afeitara la cabeza por tercera vez en su carrera. También apareció en la cuarta temporada de la comedia de CBS Life in Pieces como Morgan.
Más recientemente, firmó un acuerdo con Hulu para producir contenido de televisión para su servicio. En julio de 2021, su productora All The King's Horses llegó a un acuerdo con Netflix. Apareció como Halina Kurc en la serie original de Hulu, We Were the Lucky Ones. King fue vista después en A Family Affair de Netflix en 2024.

## Vida personal
En 2019 comenzó una relación con el productor y director Steven Piet, a quien conoció en el rodaje de The Act. Se comprometieron en febrero de 2022 y se casaron el 2 de septiembre de 2023 en Mallorca, España.

## Filmografía
| Cine             | Cine                            | Cine                               | Cine                                                               |
| Año              | Título                          | Rol                                | Notas                                                              |
| ---------------- | ------------------------------- | ---------------------------------- | ------------------------------------------------------------------ |
| 2007             | Reign Over Me                   | Gina Fineman                       | No acreditada                                                      |
| 2008             | Dr. Seuss' Horton Hears a Who!  | Katie (voz)                        |                                                                    |
| 2008             | Quarantine                      | Briana                             |                                                                    |
| 2009             | Ice Age: Dawn of the Dinosaurs  | Niña castor (voz)                  |                                                                    |
| 2010             | Ramona and Beezus               | Ramona Quimby                      |                                                                    |
| 2011             | Battle: Los Angeles             | Kirsten                            |                                                                    |
| 2011             | Crazy, Stupid, Love             | Molly Weaver                       |                                                                    |
| 2012             | Family Weekend                  | Lucinda Smith-Dungy                |                                                                    |
| 2012             | The Dark Knight Rises           | Talia al Ghul (joven)              | Cameo                                                              |
| 2013             | Oz the Great and Powerful       | China Girl/Niña en silla de ruedas |                                                                    |
| 2013             | The Conjuring                   | Christine Perron                   |                                                                    |
| 2013             | White House Down                | Emily Cale                         |                                                                    |
| 2014             | Wish I Was Here                 | Grace Bloom                        |                                                                    |
| 2014             | The Boxcar Children             | Jessie (voz)                       |                                                                    |
| 2014             | The Sound and the Fury          | Miss Quentin                       |                                                                    |
| 2015             | Stonewall                       | Phoebe Winters                     |                                                                    |
| 2015             | Borealis                        | Aurora                             |                                                                    |
| 2016             | Independence Day: Resurgence    | Samantha «Sam» Blackwell           |                                                                    |
| 2017             | Going in Style                  | Brooklyn                           |                                                                    |
| 2017             | Wish Upon                       | Clare Shannon                      |                                                                    |
| 2017             | Smartass                        | Freddie                            |                                                                    |
| 2018             | The Kissing Booth               | Rochelle «Elle» Evans              |                                                                    |
| 2018             | The Lie                         | Kayla                              |                                                                    |
| 2018             | Radium Girls                    | Bessie                             |                                                                    |
| 2018             | Slender Man                     | Wren                               |                                                                    |
| 2018             | Summer '03                      | Jamie                              |                                                                    |
| 2019             | Zeroville                       | Zazi                               |                                                                    |
| 2020             | The Kissing Booth 2             | Rochelle «Elle» Evans              | También productora ejecutiva                                       |
| 2021             | The Kissing Booth 3             | Rochelle «Elle» Evans              | También productora ejecutiva                                       |
| 2022             | Bullet Train                    | Prince                             |                                                                    |
| 2022             | Between life and death          | Tessa                              |                                                                    |
| 2022             | The Princess                    | The Princess                       | También productora ejecutiva                                       |
| 2024             | Un asunto familiar              | Zara Ford                          |                                                                    |
| 2024             | Uglies                          | Tally Youngblood                   |                                                                    |
| 2024             | Despicable Me 4                 | Poppy (voz)                        |                                                                    |
| Televisión       |                                 |                                    |                                                                    |
| Año              | Título                          | Rol                                | Notas                                                              |
| 2006             | The Suite Life of Zack & Cody   | Emily Mason                        | Episodios: «Day Care» & «Books and Birdhouses»                     |
| 2006             | Malcolm in the Middle           | Niña en la fiesta                  | Episodio: «Mono»                                                   |
| 2006-2007        | Jericho                         | Sally                              | Episodios: «Pilot: The First Seventeen Hours» & «The Day Before»   |
| 2007             | Backyards & Bullets             | Junie Garrison                     | Película para televisión                                           |
| 2007             | Entourage                       | Hija de Chuck Liddell              | Episodio: «Gotcha!»                                                |
| 2007             | Avenging Angel                  | Amelia                             | Película para televisión                                           |
| 2007-2008        | CSI: Crime Scene Investigation  | Niñita / Nora Rowe                 | Episodios: «Living Doll» & «Woulda, Coulda, Shoulda»               |
| 2008             | Untitled Liz Meriwether Project | Lucy                               | Piloto de televisión fallido                                       |
| 2008             | Medium                          | Kelly Mackenzie (8 años)           | Episodio: «Drowned World»                                          |
| 2009             | Anatomy of Hope                 | Lucy Morgan                        | Película para televisión                                           |
| 2010             | Elevator Girl                   | Paige                              | Película para televisión                                           |
| 2010             | Ghost Whisperer                 | Cassidy                            | Episodios: «Old Sins Cast Long Shadows» & «The Children's Parade»  |
| 2011             | Bent                            | Charlie Meyers                     | Elenco principal, 6 episodios                                      |
| 2012             | New Girl                        | Brianna                            | Episodio: «Bully»                                                  |
| 2013             | R.L. Stine's The Haunting Hour  | Carla/Missy Jordan                 | Episodios: «Seance» & «Goodwill Toward Men»                        |
| 2014-2015        | Fargo                           | Greta Grimly                       | Papel recurrente (temporada 1); Invitada (temporada 2; 9 episodios |
| 2014             | American Dad!                   | Voz                                | Episodio: «Familyland»                                             |
| 2014             | Outlaw Prophet: Warren Jeffs    | Elissa Wall                        | Película para televisión                                           |
| 2016             | The Flash                       | Frankie Kane/Magenta               | Episodio: «Magenta»                                                |
| 2016             | Tween Fest                      | Maddisyn Crawford                  | Elenco principal                                                   |
| 2019             | The Act                         | Gypsy Rose Blanchard               | Elenco principal                                                   |
| 2019             | Life in Pieces                  | Morgan                             | 3 episodios                                                        |
| 2020             | The Simpsons                    | Addy (voz)                         | Episodio: «The Hateful Eight-Year-Olds»                            |
| 2020             | Home Movie: The Princess Bride  | Grandson                           | Episodio: «Ultimate Suffering»                                     |
| 2020             | Group Chat with Annie & Jayden  | Ella misma                         | Episodio: «Would You Rather Kiss»                                  |
| 2020             | A Creepshow Animated Special    | Blake                              |                                                                    |
| 2020             | MTV Video Music Awards 2020     | Ella misma                         | Presentadora                                                       |
| 2021             | Nailed It                       | Ella misma                         | Episodio: «Travel Dos and Donuts»                                  |
| Vídeos musicales |                                 |                                    |                                                                    |
| Año              | Título                          | Rol                                | Artista                                                            |
| 2010             | Ramona Blue                     | Ella misma                         | Ella misma (con Kelli King)                                        |
| 2011             | Mean                            | Ella misma                         | Taylor Swift                                                       |
| 2018             | Sue Me                          | Ella misma                         | Sabrina Carpenter                                                  |
| 2019             | Tongue Tied                     | Ella misma                         | Marshmello, Yungblud & Blackbear                                   |
| 2023             | I Can See You                   | Ella misma                         | Taylor Swift                                                       |

## Premios y nominaciones
| Premio                          | Año  | Categoría                                                                              | Resultado | Trabajo                        |
| ------------------------------- | ---- | -------------------------------------------------------------------------------------- | --------- | ------------------------------ |
| Premios Artista Joven           | 2009 | Mejor actuación en una serie de televisión - Actriz joven invitada                     | Nominada  | CSI: Crime Scene Investigation |
| Premios Artista Joven           | 2009 | Mejor actuación en un rol de voz en off - Actriz joven                                 | Nominada  | Dr. Seuss' Horton Hears a Who! |
| Premios Artista Joven           | 2010 | Mejor actuación en un rol de voz en off - Actor/Actriz joven                           | Nominada  | Ice Age: Dawn of the Dinosaurs |
| Premios Artista Joven           | 2010 | Mejor actuación en una serie de televisión (Comedia o drama) - Joven actriz de reparto | Nominada  | Anatomy of Hope                |
| Premios Artista Joven           | 2011 | Mejor actuación en un largometraje - Actriz joven protagonista de 10 años o menos      | Ganadora  | Ramona and Beezus              |
| Premios Artista Joven           | 2011 | Mejor actuación en una serie de televisión - Actriz joven invitada de 10 años o menos  | Nominada  | Ghost Whisperer                |
| Nickelodeon Kids' Choice Awards | 2019 | Actriz de película favorita                                                            | Ganadora  | The Kissing Booth              |
| Premios Emmy                    | 2019 | Mejor actriz protagónica en una serie limitada o película para la TV                   | Nominada  | The Act                        |